# Osteonectina
Osteonectina é uma glicoproteína que liga cálcio nos ossos e é secretada por osteoblastos, fibroblastos, células epiteliais e hepatócitos durante a formação óssea, iniciando a mineralização e promovendo a formação de cristais minerais e é encontrada em grandes quantidades em ossos imaturos. Está localizada no cromossomo 5q31-q33 do gene humano SPARC. Esta proteína é sintetizada por macrófagos em locais de reparação de feridas e degranulação plaquetária para que ela possa desempenhar um papel importante na cicatrização de ferimentos. Osteonectina é uma glicoproteína ácida rica em cisteína, constituída por uma única cadeia polipeptídica que pode ser dividida em 4 domínios; 
1-Dominio I de ligação Ca2+ próximo da região rica em ácido glutâmico no radical amino;
2-Domínio II rico em cisteína;
3-Dominio III uma região hidrofílica;
4-Domínio IV motivo de auxilio de EF hand na região carboxi terminal;
Essa molécula está envolvida com diversas funções biológicas como controle de mineralização dos ossos e cartilagens, modulação da proliferação celular, facilitação da aquisição de fenótipos diferenciais e ainda possui propriedades antiadesivas que determinam a diminuição da adesão celular à matriz extracelular .
Um grande número de fosfoproteínas e glicoproteínas são encontradas nos ossos. O fosfato é ligado a estrutura da proteína através de resíduos de aminoácidos de serina ou treonina fosforilados.
A expressão da osteonectina é dinâmica, ocorrendo em tecidos que que são submetidos a tensão e remodelação continuamente, como no tecido ósseo. Níveis elevados de osteonectina imunodetectáveis são encontrados em osteoblastos ativos e células progenitoras da medula, odontoblastos, ligamento periodontal, células gengivais e alguns condrócitos hipertróficos, sendo sua expressão aumentada nos fibroblastos quando estão envolvidos em processos de reparação tecidual.
A osteonectina tem sido localizada em uma variedade de tecidos, mas encontra-se em maior abundância no tecido ósseo.